# Boskovštejn (tvrz)
Tvrz Boskovštejn se nachází na návsi ve stejnojmenné obci. Goticko-renesanční tvrz z druhé poloviny 16. století ztratila pozdějšími přestavbami svůj původní charakter a později byla přeměněna na hospodářský objekt. Nové využití jako Muzeum kol získala až ve 21. století. Je chráněna jako kulturní památka České republiky.

## Historie

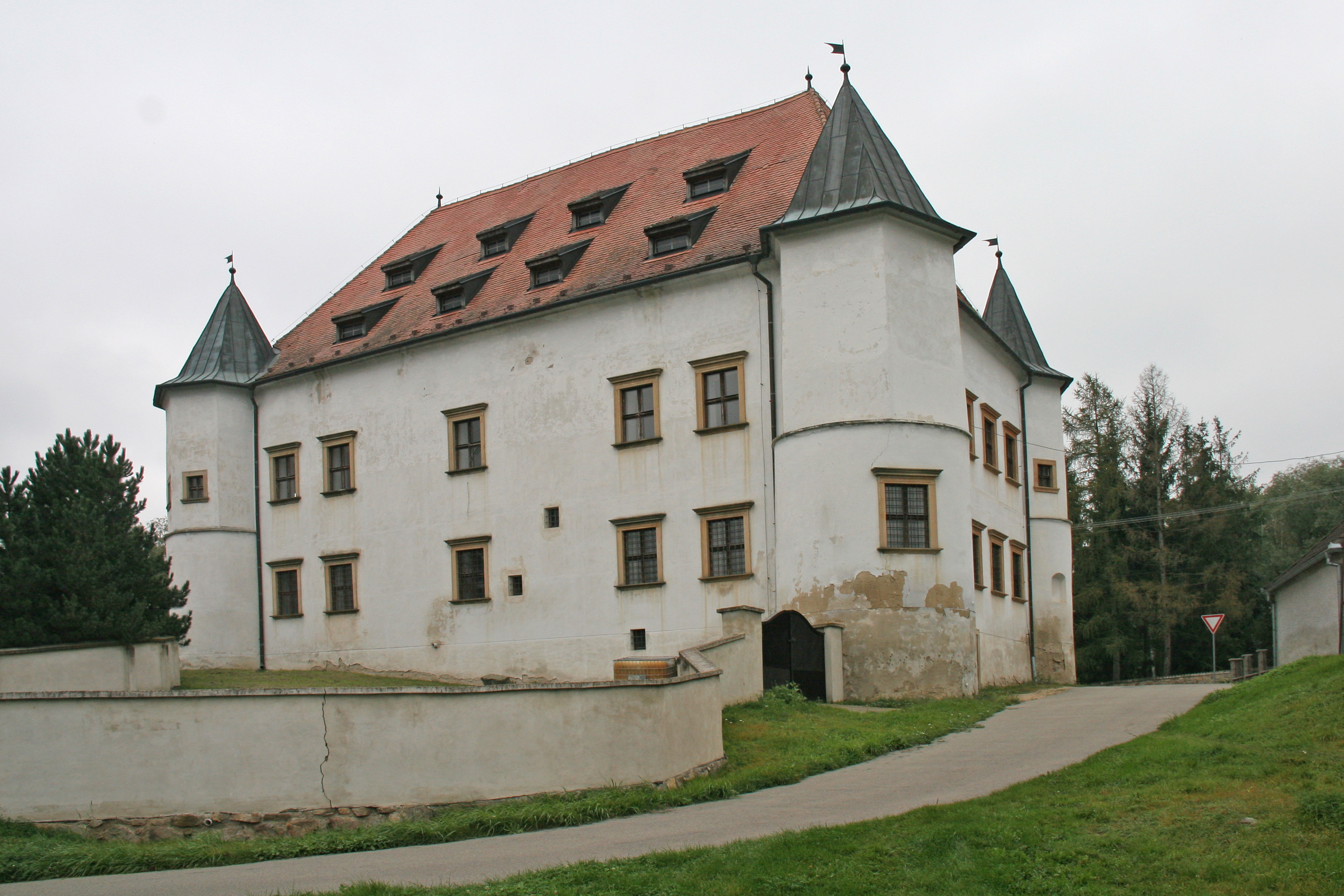

První zmínka o tvrzi je z roku 1586, kdy ji Bedřich z Náchoda daroval své manželce Kateřině. Jako další vlastníci jsou uváděni páni z Náchoda až do roku 1619, kdy panství z pozůstalosti koupil evangelík Zikmund z Ditrichštejna. V roce 1615 je Boskovštejn zmiňován jako zámek. Jako pobělohorský konfiskát ho v roce 1630 získal hrabě Jiří z Náchoda. Jeho syn Ferdinand Leopold z Náchoda prodal Boskovštejn roku 1660 svobodnému pánu Zdeňkovi Bohuslavu Dubskému z Třebomyslic. V roce 1670 koupil Boskovštejn hrabě Ludvík Raduit de Souches, majitel sousedního paství Hostim. Obě panství pak byla spravována z Hostimi, zpustlý zámek byl upraven na počátku 18. století na sýpku.
Jako sýpka sloužila bývalá tvrz ještě počátkem 70. let 20. století. V roce 1972 byl objekt převeden z vlastnictví JZD na Jihomoravské muzeum Znojmo, které zahájilo rekonstrukci stavby s cílem zpřístupnit ji jako kulturní památku veřejnosti. Měly zde vzniknout výstavní sály, stálá expozice tzv. jevišovické kultury z mladší doby kamenné a pamětní síň místního rodáka, archeologa Františka Vildomce a jeho kolegy Jaroslava Palliardiho. Po roce 1989 získala objekt obec a z ekonomických důvodů ho prodala. Nový majitel rekonstrukci dokončil, avšak zkrachoval. Po několikaletém soudním jednání byl veškerý majetek znovu prodán - za desetinu nominální ceny. Ještě v roce 2010 čekal Boskovštejn na další využití. Poslední vlastník zřídil v tvrzi Muzeum kol.

## Stavební vývoj a architektura
Původní plochostropá tvrz s ústředním sálem a dvěma sály po stranách vznikla pravděpodobně kolem poloviny 16. století. Počátkem 17. století byla renesančně upravena, střední síň byla zaklenuta a přibylo patro. Renesanční přestavbou nabyla podoby unikátního goticko-renesančního zámku. Přepatrování při přestavbě na sýpku a nepříliš citlivá idealizující rekonstrukce způsobily, že tvrz ztratila svůj původní charakter. Stavba je obdélného půdorysu, dolní část je z kamenného zdiva, v horní části je zdivo smíšené. Okrouhlé nárožní věžice mají polygonální zakončení.